# Thor
Thor（ソア、ソー）は、シスコシステムズによって開発されたロイヤリティフリーのビデオコーデック（動画圧縮規格）である。Thorの仕様は、様々なインターネットドラフトで利用可能であった。ちなみにThorは北欧神話のトール神を意味する。
2015年7月22日にNETVC（ロイヤリティフリーの動画圧縮規格を策定するプロジェクト）のビデオ標準の候補としてIETF（インターネット技術特別調査委員会）に提出された。
Thorは、H.265(HEVC)でも使われているシスコの技術要素を使用している。
NETVCの業務の一部として、Thorで使われているConstrained Low-Pass Filter (CLPF)とフレーム間予測技術は、Daalaコーデック由来のLapped transform技術と合わせて試験された。
2015年9月1日、シスコは、Alliance for Open Mediaがロイヤリティフリーの動画圧縮規格であるAOMedia Video 1 (AV1)を開発するためにThorの技術要素を使用するであろうと発表した。
初期のThor開発者であり、AV1の貢献者でもあるスタイナー・ミツコゲン氏（Steinar Midtskogen）によると、（2018年3月19日のNETVC会議101の時点において）同時期のAV1と打って変わってThorはCPUでリアルタイムにエンコーディングするのに向いているとのことである。Thorの開発は、AV1を完成させるために停止してしまった。しかし、ミツコゲン氏は、Daalaのエントロピー・コーダーを組み合わせたさらなるThorの開発と映像コンテンツのためのツールをさらに増やすことを構想していた。